# Hemidactylus palaichthus
Espèce
Statut de conservation UICN

 LC  : Préoccupation mineure
Hemidactylus palaichthus est une espèce de geckos de la famille des Gekkonidae.

## Répartition
Cette espèce se rencontre dans le nord du Brésil, en Colombie, au Venezuela, au Guyana, au Suriname, à Trinité-et-Tobago et à Sainte-Lucie.

## Publication originale
- Kluge, 1969 : The evolution and geographical origin of the New World Hemidactylus mabouia-brooki complex (Gekkonidae, Sauria). Miscellaneous Publications of the Museum of Zoology, University of Michigan, vol. 138, p. 1-78.